# Waltersdorf (Heideblick)
Waltersdorf (niedersorbisch Wałtarjejce) ist ein Ortsteil der Gemeinde Heideblick im Landkreis Dahme-Spreewald in Brandenburg.

## Geografie und Verkehrsanbindung
Der Ort liegt an der K 6133, unweit nördlich verläuft die B 87 und östlich die B 96. Zu Waltersdorf gehören die Gemeindeteile Neumühle und Sorge sowie die Wohnplätze Andreasmühle, Möbiusmühle und Poltermühle.
Südöstlich von Riedebeck liegt das Landschaftsschutzgebiet Lausitzer Grenzwall zwischen Gehren, Crinitz und Buschwiesen.

## Geschichte
Waltersdorf wurde erstmals 1392 urkundlich erwähnt, die Feldsteinkirche aus dem 13. Jahrhundert deutet jedoch darauf hin, dass der Ort wesentlich älter ist. Der aus Granitquadern bestehende Bau gilt als eine der ältesten rund um Luckau. Seit 1739 war Waltersdorf im Besitz des Adelsgeschlechts von Pfuel. Gustav Lebrecht von Pfuel († 1787) war Herr auf Waltersdorf und  Wüstermarke. Sein Grabmal befindet sich in der Dorfkirche Wüstermarke. Im Jahr 1807 ist Waltersdorf im Besitz eines Majors von Pfuel.

## Baudenkmale
In der Liste der Baudenkmale in Heideblick sind für Waltersdorf fünf Baudenkmale aufgeführt.
- die Dorfkirche Waltersdorf
- die Gutsanlage mit Herrenhaus (Waltersdorf 37)
- die Marmorskulptur von Walter Schott, im Gutspark
- das Pfarrhaus (Waltersdorf 56)
- die Möbiusmühle mit Mühlenfließ, Wehr und Mühlenteich (Waltersdorfer Bahnhof 1)

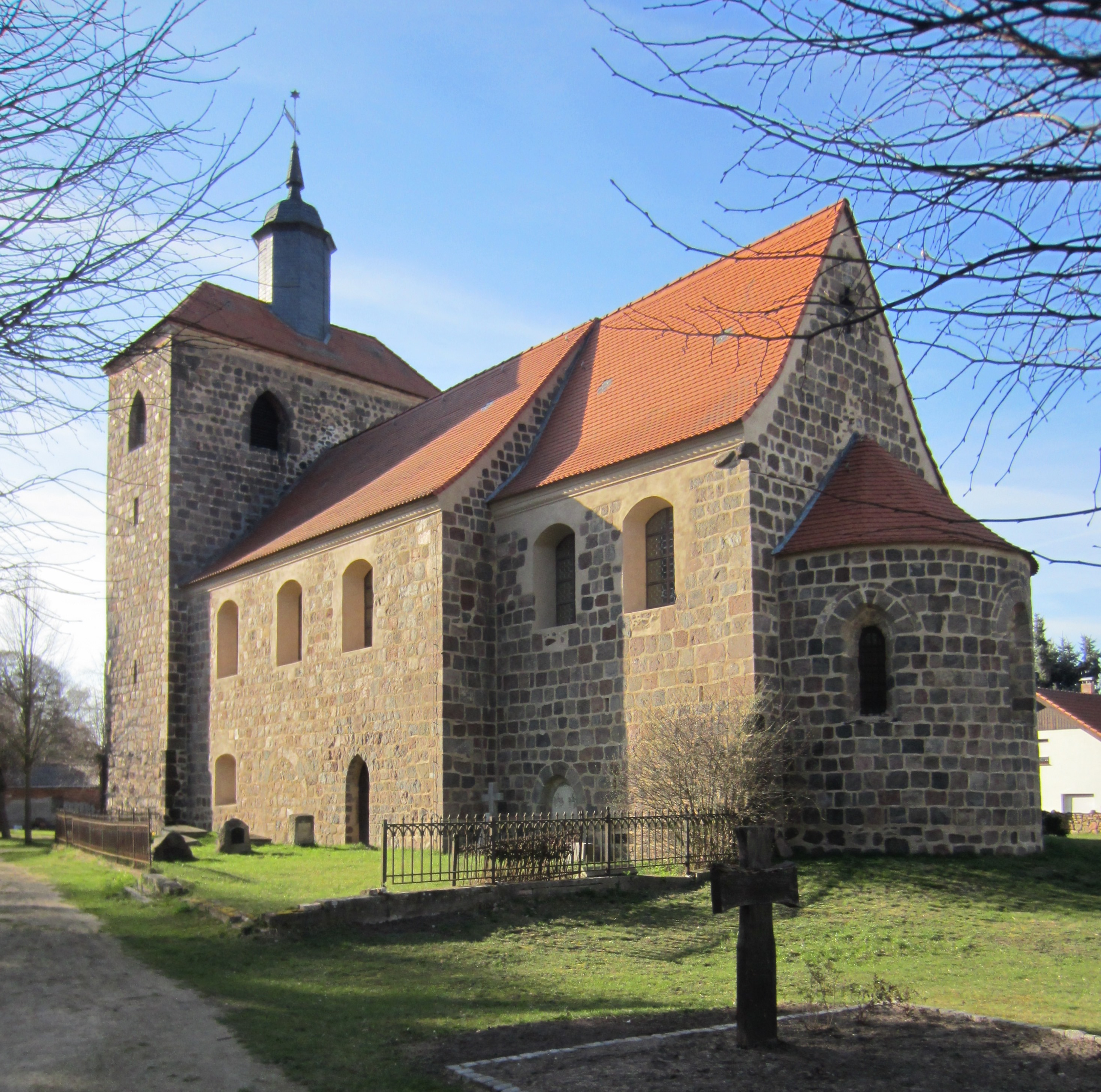
Dorfkirche Waltersdorf
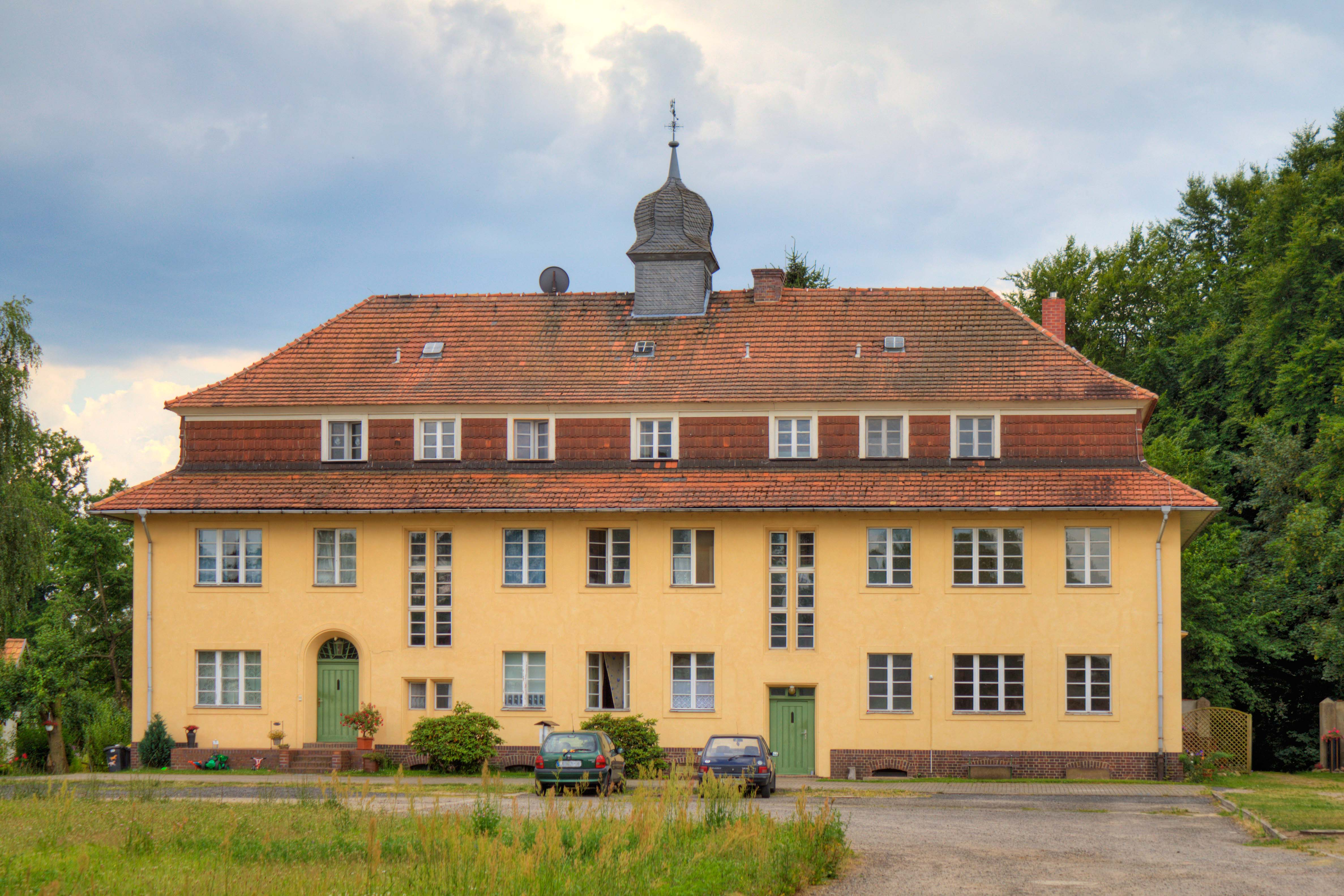
Gutshaus Waltersdorf